# Mireille Bauer
Mireille Bauer (Barr, 24 agosto 1951) è una percussionista e vibrafonista francese.
Nota per la sua militanza negli anni settanta nei Gong, gruppo di punta del progressive/space rock e strettamente legato con la scena di Canterbury, si è distinta anche con diverse collaborazioni nelle opere di altri musicisti di livello internazionale.

## Biografia

### Inizi
Nacque nel 1951 nella città alsaziana di Barr ed iniziò a suonare il piano a soli 4 anni. Si dedicò poi allo studio delle percussioni; si trasferì a Strasburgo e si iscrisse nel locale Conservatorio dove insegnava il cugino Jean Batigne, fondatore del prestigioso ensemble Les Percussions de Strasbourg. Negli anni successivi, la Bauer suonò nell'orchestra filarmonica e nell'orchestra radiofonica cittadine, oltre a collaborare in una band formata da compagni di studi.

### I Gong
Strinse una relazione sentimentale con il compagno di conservatorio Pierre Moerlen, un batterista assieme al quale scrisse in quegli anni alcuni brani musicali. Nel 1973, Moerlen fu chiamato dai Gong per sostituire Laurie Allan ed invitò la Bauer a suonare come ospite in Angel's Egg, il secondo album della trilogia di "Radio Gnome Invisible" ed uno dei migliori della band. La Bauer si laureò nel 1974 aggiudicandosi il Premier Prix de Percussion, un premio che Moerlen aveva vinto due anni prima.
Suonò ancora come ospite in You, il successivo album dei Gong pubblicato nel 1974 e terzo della trilogia. Dopo l'uscita dei fondatori Daevid Allen e Gilli Smyth, il gruppo fu affidato dalla Virgin a Moerlen, e la Bauer ne divenne membro ufficiale nel settembre del 1975. Collaborò alla composizione della title track di Shamal, il primo album del dopo-Allen. Profondamente cambiato rispetto a quello dei lavori storici, il sound dei nuovi album era maggiormente indirizzato alla fusion e, dopo la pubblicazione di Gazeuse! i Gong si smembrarono. Una parte del gruppo si riunì con i componenti storici per effettuare dei concerti, i rimanenti incisero nel 1978 Expresso II, nel quale la Bauer compose da sola due tracce. Per chiarire la differenza tra le due band, nel tour di promozione dell'album il gruppo prese il nome Gong Espresso. Prima che questi 'nuovi' Gong prendessero il nome definitivo Pierre Moerlen's Gong, la Bauer li lasciò per cercare nuove esperienze musicali.

### Collaborazioni
Terminata la relazione con Moerlen, la Bauer andò a vivere con Francis Moze, un bassista che a sua volta era stato membro dei Gong nonché dei Magma. Trascorse un periodo negli Edition Spéciale, band francese di progressive/fusion con cui nel 1978 incise l'album Horizon Digital. Nel 1979 fece parte della formazione che incise il disco Passions della cantante franco-portoghese Catherine Ribeiro. Negli anni ottanta diradò la presenza nelle scene musicali e fu coinvolta soprattutto in progetti teatrali e in alcuni eventi musicali come turnista.
È del 1985 la prima delle sue collaborazioni con il bassista gallese John Greaves, ex Henry Cow e National Health, suonando nell'album Parrot Fashion. Il chitarrista della band che accompagnava Greaves era François Ovide, con il quale si sposò e fece due figli. Assorbita dagli impegni familiari, a partire dagli anni novanta ridusse drasticamente gli impegni professionali. Tra le occasionali apparizioni successive, da segnalare quella nell'ottimo album Songs (1995) di John Greaves e quelle in alcuni album della progressive band francese Art Zoyd. Nel 2012, la Bauer ha suonato due brani nell'album Madame la République del cantante franco-algerino Ridan.

## Discografia

### Con i Gong
- 1973: Angel's Egg (Radio Gnome Invisible Part 2) - Virgin Records
- 1974: You (Radio Gnome Invisible Part 3) - Virgin
- 1975: Shamal - Virgin
- 1976: Gazeuse! - Virgin
- 1977: Live Etc. - Virgin
- 1978: Expresso II - Virgin (come Pierre Moerlen's Gong)
- 2005: Live In Sherwood Forest '75 - Major League Productions (live registrato nel 1975)

### Altre collaborazioni
- 1978: Edition Spéciale: Horizon Digital - RCA Records
- 1979: Catherine Ribeiro/Alps: Passions - Philips Records
- 1984: John Greaves: Parrot Fashions - Europa Records
- 1984: Luc Le Masne/Le Grand Orchestre Bekummernis: Hommage À Fernand Léger - Harmonia Mundi
- 1985: Urban Sax: Fraction Sur Le Temps - Celluloid Records
- 1994: John Greaves: Song - Resurgence
- 1997: Forgas Band Phenomena: Roue Libre - Cosmos Music
- 2001: Art Zoyd: u.B.I.Q.U.e - In-Possible Records
- 2002: Art Zoyd Studio/Musiques Nouvelles Ensemble: Expériences De Vol - Sub Rosa
- 2011: David Bedford: The Odyssey Live - Gonzo Multimedia (live registrato nel 1977)
- 2012: Ridan: Madame La République - Les Fleurs, Le Béton